# Fondazione Prada (edificio)
La Fondazione Prada è un complesso di edifici museali situato a Milano, costituito da una galleria d'arte contemporanea permanente con opere di  vari artisti tra cui Jeff Koons, Walter De Maria, Pino Pascali, Damien Hirst, Carsten Höller, e che ospita frequentemente molte esposizioni temporanee.  

## Descrizione
La Fondazione è caratterizzata da diversi padiglioni, alcuni di recente costruzione come la torre, altri che occupano gli spazi della ex distilleria "Società Italiana Spiriti" risalente al 1910. Si trova a Largo Isarco, all'angolo con Via Orobia a Via Lorenzini, nella zona sud di Milano.
La torre è stata disegnata dall'architetto olandese Rem Koolhaas, con la collaborazione dello studio Office for Metropolitan Architecture, insieme ai progettisti Chris van Dujn e Federico Pompignoli, e la sua inaugurazione è avvenuta il 18 aprile 2018.
Il 20 giugno 2018 ha ricevuto il premio Compasso d'oro 2018.